# Kaohsiung Aquas
Il Kaohsiung Aquas (高雄全家海神) è una società cestistica avente sede a Kaohsiung, Taiwan. Fondata nel 2021, gioca nella Taiwan Professional Basketball League.

## Storia
I Kaohsiung Aquas sono stati fondati il 26 maggio 2021 dal gruppo edile di Taiwan del Kuo Yang Construction guidato dall'imprenditore,Hou Xifeng; il nome della squadra Aquas deriva dall'antica divinità greca del mare, Poseidone, per trasmettere la determinazione della squadra ed anche perché il mare è anche la forza motrice che spinge città la città di Kaohsiung.
Gli Aquas sono state una delle sei squadre inaugurali della T1 League, una lega professionistica nata nel 2021. Nella stagione di aperture della lega, la 2021-2022, gli Aquas terminarono al primo posto la stagione regolare, con 23 vittorie e 7 sconfitte, ottenendo l'accesso diretto alle semifinali dei play-off; nella serie delle semifinali gli Aquas dopo essersi imposti in entrambe le sfide contro i Taiwan Beer HeroBears, avanzarono alle finali dove vinsero tutte e tre le sfide della seria giocata contro i Taichung Wagor Suns, conquistando così l'edizione inaugurale della T1 League da imbattuta nei play-off.
Gli Aquas però non riusciranno a difendere il titolo la stagione successiva, perché dopo aver concluso al terzo posto la stagione regolare,  perdendo, per 3-2 la serie delle semifinali contro i Tainan TSG GhostHawks.
Il 9 luglio 2024 gli Aquas, insieme ad altre sei squadre, ha annunciato il suo ingresso nella nuova lega nazionale, la Taiwan Professional Basketball League (TPBL), per la stagione 2024-2025.

## Palmarès
- T1 League: 1

2021-22

## Organico

### Roster 2024-2025
Il roster per la stagione sportiva 2024-2025 
|    | Naz.                                       | Ruolo | Sportivo         | Anno | Alt. | Peso |  |
| -- | ------------------------------------------ | ----- | ---------------- | ---- | ---- | ---- |  |
| 0  | Taiwan (bandiera) · Vietnam (bandiera)     | PG    | Wei Liang-Che    | 2001 | 185  | 78   |  |
| 1  | Lituania (bandiera)                        | AP    | Edgaras Želionis | 1989 | 208  | 100  |  |
| 3  | Stati Uniti (bandiera)                     | G     | Craig Sword      | 1994 | 191  | 89   |  |
| 7  | Taiwan (bandiera)                          | G     | Yu Huan-Ya       | 1993 | 182  | 81   |  |
| 8  | Taiwan (bandiera)                          | G     | Chiu Tzu-Hsuan   | 1999 | 190  | 89   |  |
| 10 | Taiwan (bandiera)                          | AG    | Hu Long-Mao      | 1992 | 196  | 101  |  |
| 11 | Taiwan (bandiera)                          | AP    | Tang Wei-Chieh   | 1999 | 192  | 89   |  |
| 12 | Taiwan (bandiera)                          | AP    | Lin Jen-Hung     | 1993 | 194  | 88   |  |
| 18 | Taiwan (bandiera)                          | AG    | Wu I-Ping        | 1992 | 200  | 92   |  |
| 21 | Taiwan (bandiera)                          | C     | Lu Wei-Ting      | 1997 | 201  | 103  |  |
| 22 | Stati Uniti (bandiera) · Italia (bandiera) | AG    | Anthony Morse    | 1994 | 206  | 103  |  |
| 23 | Stati Uniti (bandiera)                     | C     | Arnett Moultrie  | 1990 | 208  | 118  |  |
| 24 | Taiwan (bandiera)                          | G     | Su Wen-Ju        | 1997 | 187  | 78   |  |
| 28 | Taiwan (bandiera)                          | G     | Yu Chun-An       | 1992 | 189  | 83   |  |
| 34 | Stati Uniti (bandiera)                     | C     | Kaleb Wesson     | 1999 | 208  | 110  |  |
| 57 | Taiwan (bandiera)                          | AP    | Wu Siao-Jin      | 1995 | 190  | 81   |  |
| 66 | Taiwan (bandiera)                          | PG    | Chen Huai-An     | 1997 | 186  | 86   |  |
| 85 | Taiwan (bandiera)                          | C     | Chin Ming-Ching  | 1994 | 195  | 106  |  |

### Staff tecnico
| Ruolo                | Nome            |
| -------------------- | --------------- |
| Capo Allenatore      | Mathias Fischer |
| Assistente           | Zhu Yong-Hong   |
| Assistente           | Peng Te-Hsuan   |
| Assistente           | Liao Che-Yi     |
| Team Manager         | Chu Li-Fu       |
| Preparatore Atletico | Liao Hsuan-Yi   |

## Allenatori
| Nome            | Anni         | Totale | Totale | Totale | Totale | Stagione regolare | Stagione regolare | Stagione regolare | Stagione regolare | Playoff | Playoff | Playoff | Playoff |
| Nome            | Anni         | G      | V      | S      | Per.   | G                 | V                 | S                 | Per.              | G       | V       | S       | Per.    |
| --------------- | ------------ | ------ | ------ | ------ | ------ | ----------------- | ----------------- | ----------------- | ----------------- | ------- | ------- | ------- | ------- |
| Brendan Joyce   | 2021–2024    | 101    | 61     | 40     | .604   | 88                | 54                | 34                | .614              | 13      | 7       | 6       | .538    |
| Mathias Fischer | 2024–present | 20     | 11     | 9      | .550   | 20                | 11                | 9                 | .550              | 0       | 0       | 0       | .000    |
| Totale          | Totale       | 121    | 72     | 49     | .595   | 108               | 65                | 43                | .602              | 13      | 7       | 6       | .538    |

## Cestisti

### Giocatori celebri
Locali
- Hu Long-Mao (胡瓏貿)
- Li Han-Sheng (李漢昇)
- Lin Jen-Hung (林任鴻)
- Tang Wei-Chieh (唐維傑)
- Wu I-Ping (吳怡斌)
- Wu Siao-Jin (吳曉謹)
- Yu Huan-Ya (于煥亞)

Import
- Xavier Alexander
- Terrence Bieshaar
- John Bohannon
- Aaron Geramipoor
- Perry Jones
- Arnett Moultrie
- Craig Sword
- Anthony Morse
- Edgaras Želionis
- Jason Brickman